# Decadência (minissérie)
Decadência é uma minissérie brasileira produzida e exibida pela TV Globo de 5 a 22 de setembro de 1995, em 12 capítulos.
Escrita por Dias Gomes, é livremente inspirada no romance homônimo do próprio autor, e contou com a direção geral e núcleo de Roberto Farias e Ignácio Coqueiro.
Contou nos papéis principais com Edson Celulari, Adriana Esteves, Zezé Polessa, Stênio Garcia e Ariclê Perez.

## Trama
A minissérie mostra a decadência de uma conservadora e outrora poderosa família carioca, os Tavares Branco, no período que vai de 1984 a 1992. Passando pela morte de Tancredo Neves à eleição e queda do presidente Fernando Collor, os Tavares Branco vão falindo e deixando transparecer seus problemas morais e financeiros.
A trama começa em 1970, com o jurista Tavares Branco aceitando o pedido de um padre para criar um menino órfão, Mariel, que fica sob os cuidados da criada Jandira. Mariel cresce e se torna motorista da família, mas acaba por se envolver com Carla, a caçula da casa, e é expulso da mansão, acusado de estupro.
O tempo passa e Mariel reencontra Jandira, que sempre nutriu um amor pelo ex-motorista. Ela o leva a um culto numa igreja neopentecostal, e Mariel encontra na igreja a salvação para seus problemas. Cinco anos mais tarde, ele se torna milionário após fundar sua própria igreja, o Templo da Divina Chama, enquanto seus antigos patrões empobrecem. Mas os mesmos sentimentos do passado continuam a ligar a nova vida de Mariel ao universo dos Tavares Branco: a paixão por Carla e o desejo de vingança.
Apesar de se amarem, Mariel e Carla tem ideais de vida diferentes: ele pretende crescer cada vez mais com suas igrejas, e ela, bastante politizada, eleitora do PT, não concorda com seu jeito pouco ético de agir.

## Elenco
| Interprete              | Personagem                      |
| ----------------------- | ------------------------------- |
| Edson Celulari          | Mariel Batista                  |
| Adriana Esteves         | Carla Tavares Branco            |
| Zezé Polessa            | Jandira                         |
| Stênio Garcia           | Albano Tavares Branco Filho     |
| Ariclê Perez            | Celeste Paranhos Tavares Branco |
| Luiz Fernando Guimarães | Pedro Jorge Tavares Branco      |
| Maria Zilda Bethlem     | Irene Bittencourt               |
| Betty Gofman            | Suzana Tavares Branco           |
| Maria Padilha           | Sônia Tavares Branco            |
| Raul Gazolla            | Victor Prata                    |
| Ingra Liberato          | Rafaela Couto Neves             |
| Rubens Corrêa           | Albano Tavares Branco           |
| Yolanda Cardoso         | Tia Lalu                        |
| Milton Gonçalves        | Jovildo Siqueira                |
| Cássio Gabus Mendes     | Padre Giovani                   |
| Paulo José              | Claudionor Correia              |
| Oswaldo Loureiro        | Emiliano Couto Neves            |
| Antônio Calloni         | Cleto                           |
| Paulo Gorgulho          | Delegado Etevaldo Morsa         |
| Isadora Ribeiro         | Luzia                           |
| Silvia Bandeira         | Estela Couto Neves              |
| Norma Geraldy           | Dalva Tavares Branco            |
| Virgínia Novick         | Vilma Luchesi                   |
| Cibele Larrama          | Mariana                         |
| Ricardo Blat            | Artêmio                         |
| Patrícia Naves          | Sueli                           |
| Patrícia Lopes          | Nanci                           |
| Leonardo José           | Deputado                        |
| Rafael Mondego          | Neco                            |
| Heitor Martinez         | Guga                            |
| Ariel Coelho            | Hilário                         |
| Joel Silva              | Detetive Abreu                  |
| Carla Faour             | Gabriela                        |

## Repercussão
Decadência causou uma grande polêmica com as pregações religiosas de Mariel, personagem de Edson Celulari, que chegou a citar frases ditas pelo líder espiritual da Igreja Universal do Reino de Deus, o bispo Edir Macedo.
A minissérie provocou a revolta do líder espiritual. Na época de sua exibição, em setembro de 1995, a TV Globo estava em "guerra" com a Igreja, tendo exibido várias reportagens contra o líder da igreja semanas antes da estreia da minissérie. As cenas fortes da minissérie foram consideradas como uma provocação e uma blasfémia à fé evangélica. Em um episódio da minissérie, em uma cena de sexo, foi jogado um sutiã em cima da Bíblia Sagrada.
Mediante tudo o que foi apresentado, a Igreja Universal do Reino de Deus entrou com um processo contra a TV Globo  e contra o autor Dias Gomes, alegando danos morais e materiais.

## Exibição

### Outras Mídias
Nunca reprisada, foi disponibilizada na íntegra no Globoplay, através do Projeto Resgate, em 13 de maio de 2024.